# Matt Bentley
Matthew James "Matt" Bentley (Clinton (Iowa), 10 de dezembro de 1979) é um lutador de wrestling profissional estadunidense, mais conhecido pelos seus ring names Michael Shane e Matt Bentley. Ficou conhecido por atuar pela Total Nonstop Action Wrestling (TNA) e por ser treinado pelo superstar da WWE Shawn Michaels, seu primo. Formou dupla na TNA com Frankie Kazarian.

## Carreira no wrestling
- Treinamento em Circuitos Independentes (1999 - 2003)
- Total Nonstop Action Wrestling (2003-2007)
- Circuitos Independentes (2008-presente)

## No wrestling
- Ataques
  - Head-On Collision / Sweet Shane Music
  - Diving elbow drop
  - Backbreaker drop
  - Fisherman DDT
  - Northern lights suplex
  - Arm drag
  - Inverted atomic drop
  - German suplex
  - Belly to belly suplex
  - Half nelson choke
  - Suicide dive

## Títulos e prêmios
- CyberSpace Wrestling Federation
  - CSWF Cruiser X Championship (1 vez)
- Southern Tennessee Wrestling Federation
  - STWF Tag Team Championship (1 vez) - com Greg Buchanan
- Texas Wrestling Alliance
  - TWA Television Championship (1 vez)
- Total Nonstop Action Wrestling
  - TNA X Division Championship (2 vezes) - com Kazarian
- Wrestling Observer Newsletter
  - Melhor luta trabalhada do ano (2006) TNA Reverse Battle Royal no Bound for Glory